# Барон Мэй
Барон Мэй из Вейбриджа в графстве Суррей — наследственный титул в системе Пэрства Соединённого королевства. Он был создан 28 июня 1935 года для финансового эксперта, сэра Джорджа Эрнеста Мэя, 1-го баронета (1871—1946). Он в течение многих лет был секретарем «Prudential Assurance Company». 27 января 1931 года для него уже был создан титул баронета из Иота (Баронетство Соединённого королевства). 
По состоянию на 2025 год носителем титула являлся его правнук, Джаспер Бертрам Сент-Джон Мэй, 4-й барон Мэй (род. 1965), который стал преемником своего отца в 2006 году.

## Бароны Мэй (1935)
- 1935—1946: Джордж Эрнест Мэй, 1-й барон Мэй (20 июня 1871 — 10 апреля 1946), младший сын Уильяма Мэя[1];
- 1946—1950: Джон Лоуренс Мэй, 2-й барон Мэй (15 августа 1904 — 9 марта 1950), старший сын предыдущего[2];
- 1950—2006: Майкл Сент-Джон Мэй, 3-й барон Мэй (26 сентября 1931 — 22 сентября 2006), единственный сын предыдущего[3];
- 2006 — настоящее время: Джаспер Бертрам Сент-Джон Мэй, 4-й барон Мэй (род. 24 октября 1965), единственный сын предыдущего[4].

Нет наследника баронского титула.